# Estadio Olimp-2
El Olimp-2 (en ruso: Олимп-2) es un estadio de fútbol de Rostov del Don, Rusia. El estadio fue inaugurado en 1930, tiene capacidad para 15 840 espectadores y en él disputa sus partidos como local el FC Rostov. Durante 1958 y 1970 fue también hogar del FK SKA Rostov del Don. En 2010 fue sede de la final de la Copa de Rusia entre el FC Zenit y el Sibir Novosibirsk.

## Historia

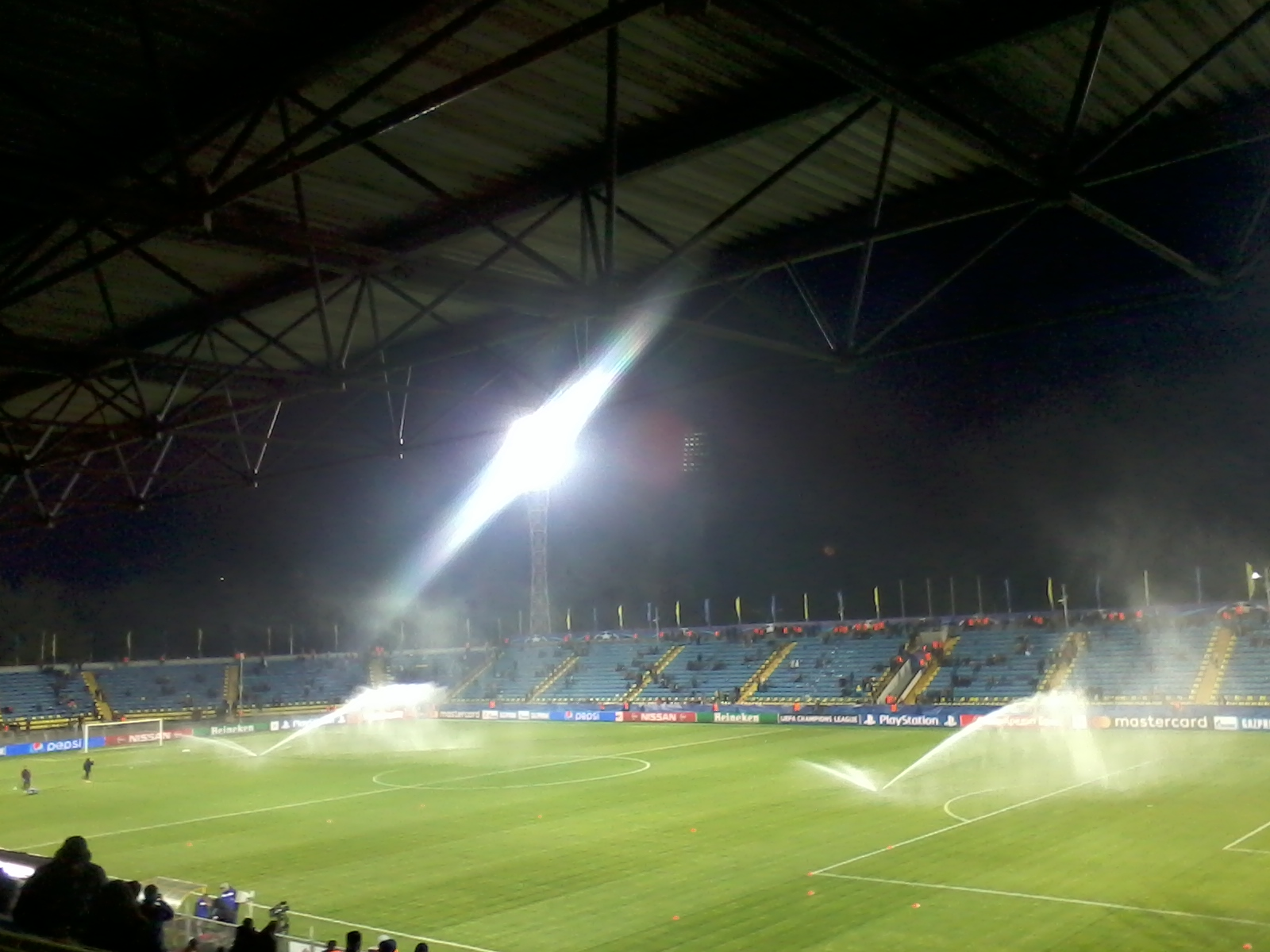
FC Rostov v Atlético Madrid

El estadio fue construido en 1930 como una instalación deportiva, de cuya construcción se encargó la compañía Rostselmash, nombre que adoptó el estadio hasta 1996. Reconstruido en varias ocasiones, la última en 2009, en los años 1950 el estadio era el noveno en la Unión Soviética en cuanto a tamaño, pues su capacidad era de 32 000 espectadores.
En 2001 se instaló el equipamiento de luz artificial, capaz de generar hasta 1200 lux. A finales de 2002, por orden del entonces presidente Iván Savvidi, fue reconstruida la tribuna sur. El proyecto de construcción incluía una nueva tribuna techada. La construcción del edificio actual, con una capacidad de 3500 personas (previamente programada para 7000), comenzó cinco años después, en enero de 2008. El costo total de la tribuna ascendió a 56,9 millones de rublos. En 2009 se completó la construcción de la Grada Sur y un año después el videomarcador.